# 서현중학교 (경기)
서현중학교(書峴中學校)는 대한민국 경기도 성남시 분당구 서현동에 있는 공립 중학교이다.

## 학교 연혁
- 1990년 12월 10일 : 서현중학교 설립인가 (30학급)
- 1991년 9월 1일 : 초대 이찬호 교장 취임
- 2006년 5월 10일 : 다목적강당 글마루관 개관
- 2021년 1월 8일 : 제30회 졸업식(357명) (졸업생 총 14,509명)
- 2023년 9월 1일 : 제12대 이창미 교장 취임
- 2024년 3월 4일 : 2024학년도 입학(352명)

## 참고 자료
- 서현중학교 - 한국교육학술정보원 학교알리미